# بیویل (تگزاس)
بیویل، تگزاس(به انگلیسی: Beeville, Texas) شهری در ایالت تگزاس از ایالات جنوبی ایالات متحده آمریکا است. در سرشماری سال ۲۰۰۰، جمعیت این شهر ۱۳۱۲۹ نفر اعلام شد.

## نگارخانه

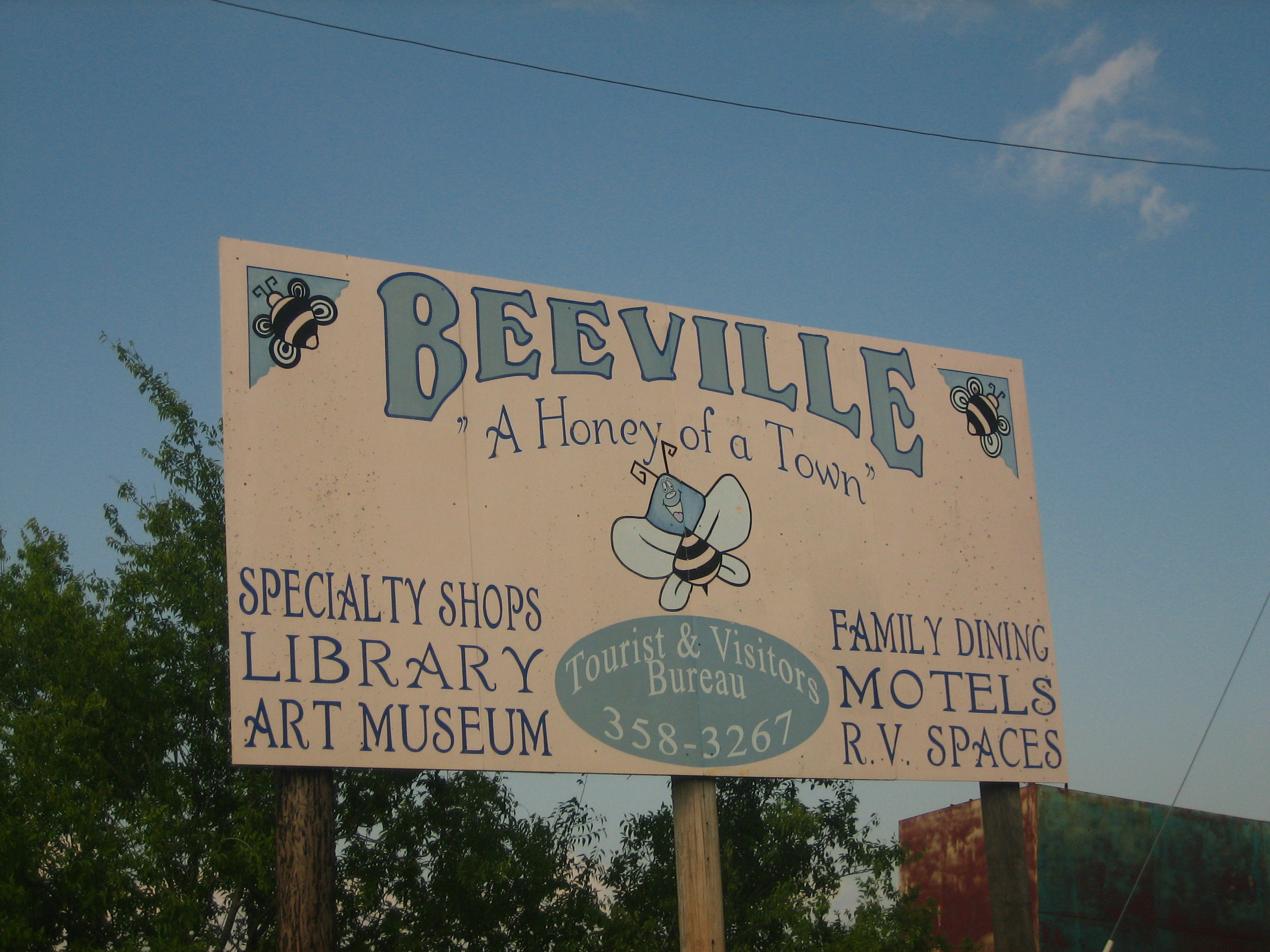
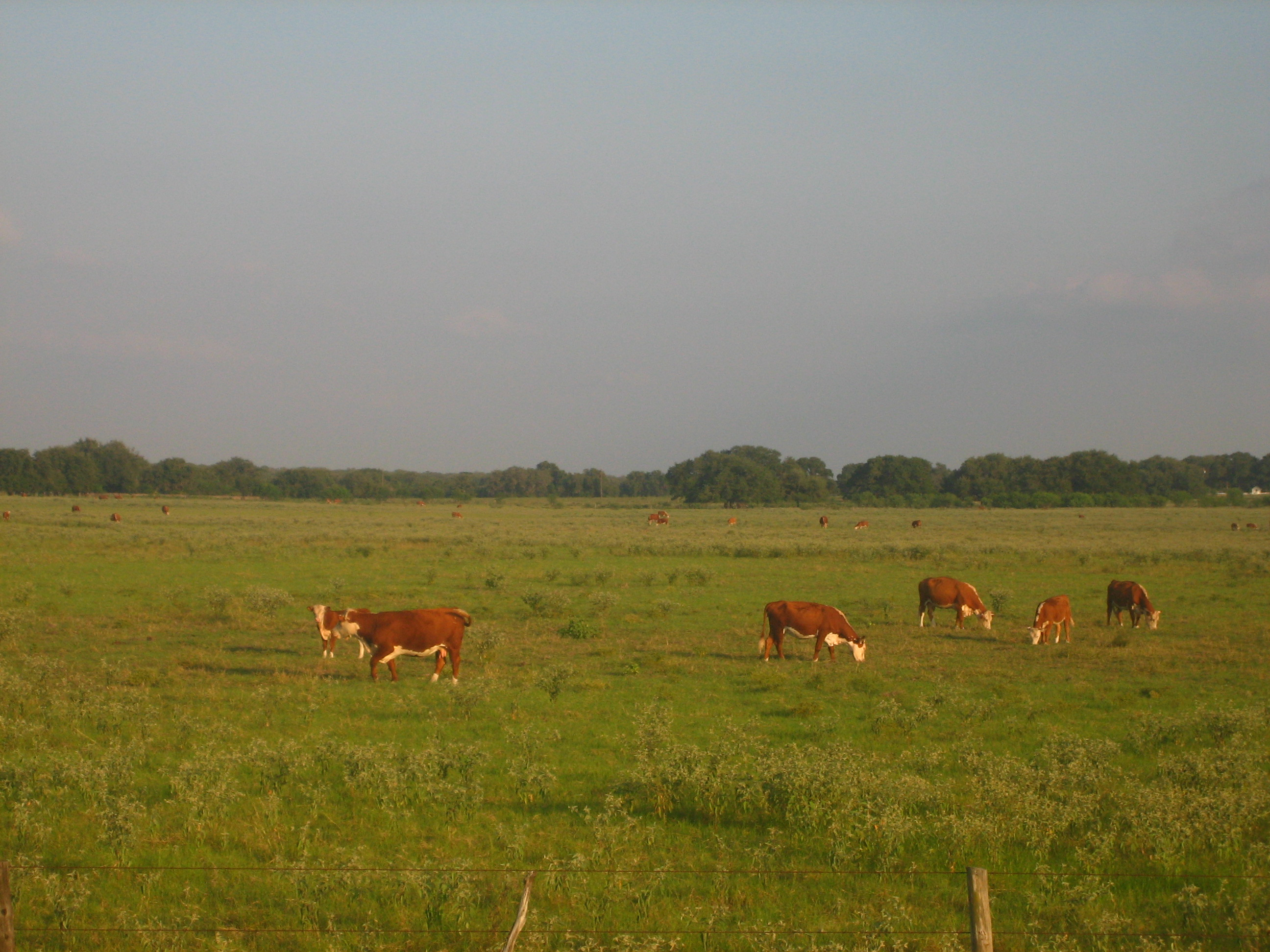
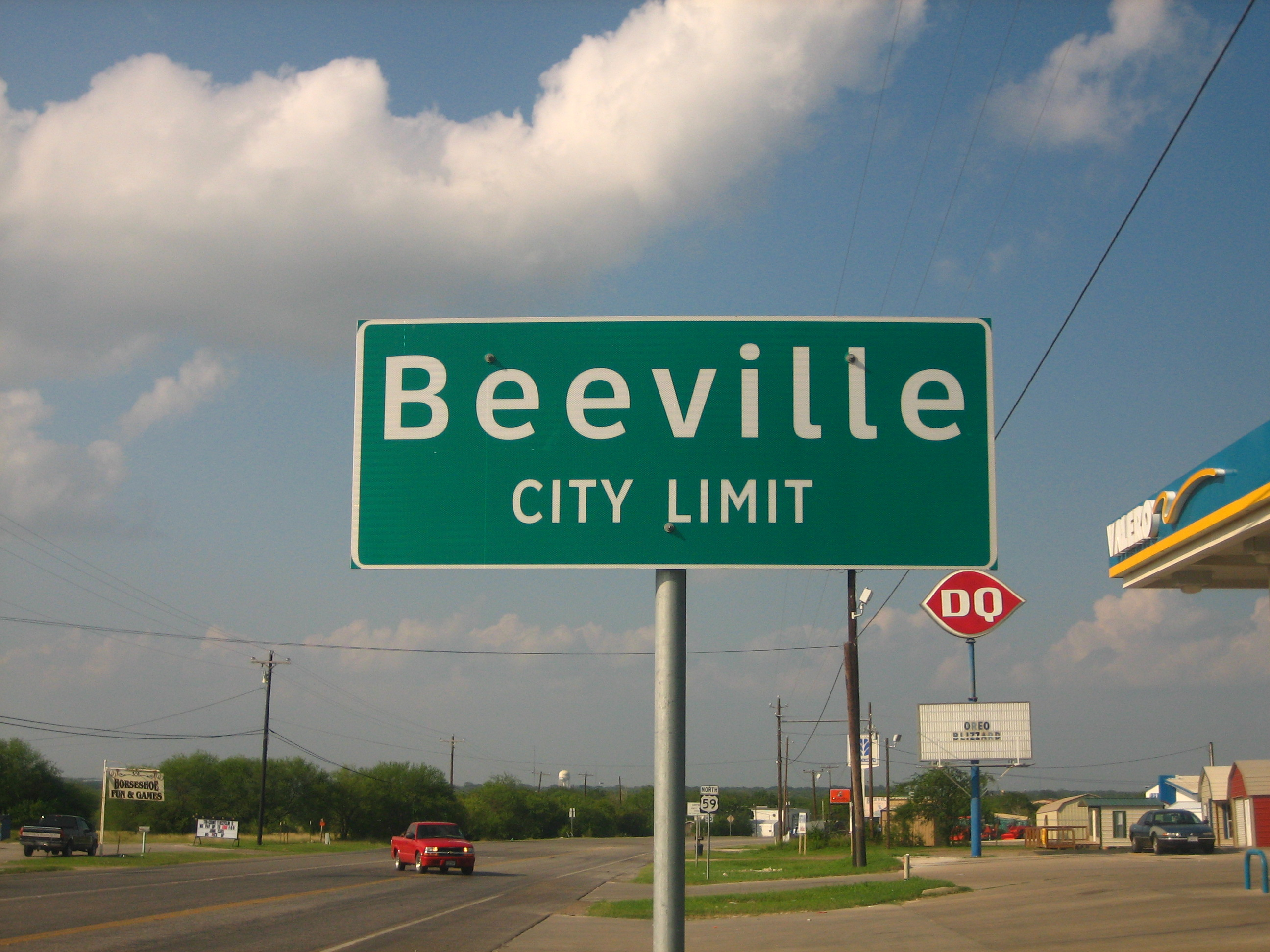